# Loase
 Mise en garde médicale
La filariose à loa  loa  (également appelée loase et ver africain de l’œil ) est une maladie de la peau et de l’œil provoquée par un ver nématode, la filaire loa loa.
Les humains contractent cette maladie à la suite de la piqûre d'un taon, également connu sous le nom de « mouche à mangue ». 
Certaines mouches sont également un vecteur de loa Loa. 
La maladie peut provoquer un gonflement  rouge prurigineux sous-cutané appelé « œdème de Calabar ». La maladie est traitée par un anthelmintique (diéthylcarbamazine).

## Épidémiologie et aire de répartition
La répartition géographique de la loase humaine est limitée à la forêt tropicale et aux forêts marécageuses d’Afrique occidentale et du centre-ouest bordant le Golfe de Guinée, plus particulièrement au Cameroun et sur le fleuve Ogooué. Des cas de manifestations parfois spectaculaires sont observés dans le monde entier à la faveur des mouvements migratoires.
Les perspectives de dérèglements climatiques peuvent laisser envisager un déplacement ou une modification de son aire d'incidence.
Les humains sont le seul « réservoir » naturel connu du parasite. 
On estime que 2 à 13 millions d'humains sont atteints par les larves de loa loa.

## Cycle parasitaire

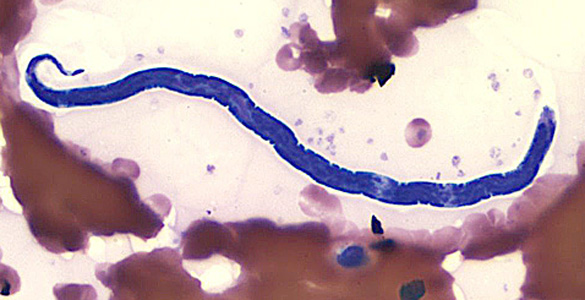
Filaire

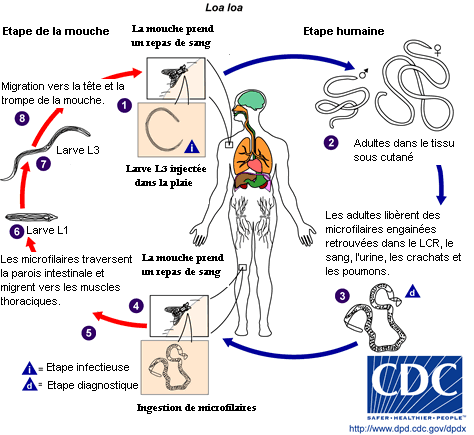
Cycle parasitaire de loa loa. Cliquer sur l’image pour agrandir

Le vecteur de la filariose loa loa sont des mouches de deux espèces hématophages du genre Chrysops, C. silacea et C.dimidiata, piquant le jour. Pendant le repas de sang, une mouche infectée injecte une larve filaire du troisième stade dans la peau de l’hôte humain, où elle pénètre dans la plaie de morsure.
Les larves se transforment en vers adultes qui résident généralement dans le tissu sous-cutané. Les vers femelles mesurent 40 à 70 millimètres de longueur et 0,5 millimètre de diamètre, alors que les mâles mesurent 30 à 34 millimètres de longueur et 0,35 à 0,43 millimètre de diamètre. 
Les adultes produisent des « microfilaires » mesurant 250  à   300 μm sur 6  à   8 μm, qui sont engainés et ont une périodicité diurne. Des microfilaires ont été retrouvées dans le liquide céphalo-rachidien, les urines, et les crachats. 
Pendant le jour on les trouve dans le sang périphérique, mais pendant la phase de non circulation, ils sont présents dans les poumons. La mouche ingère des microfilaires pendant un repas de sang.
Après l'ingestion, les microfilaires perdent leur gaine et migrent de l’intestin de la mouche par voie circulatoire vers les muscles thoraciques de l’arthropode. Là les microfilaires se transforment en larves du premier stade et plus tard en larves infestantes du troisième stade. Les larves infectieuses du troisième stade migrent vers la trompe de la mouche et peuvent infecter un autre humain quand l’arthropode prend un repas de sang.

## Caractéristiques cliniques
L'incidence de loa loa est approximativement la même dans les deux sexes, mais elle tend à augmenter avec l'âge.
L’éosinophilie est souvent présente dans les infections à filaires.
Les filarioses lymphatiques comme la loase se traduisent le plus souvent par une circulation sanguine asymptomatique des microfilaires. 
Quelques patients présentent des troubles du système lymphatique (lymphœdème). 
Épisodiquement on retrouve un œdème (gonflement de Calabar) dans les bras et les jambes, provoqués par des réactions immunitaires. 
Si l’infection devient chronique, il peut se former des kystes de tissu conjonctif autour des gaines des muscles et des tendons, qui deviennent très douloureux lorsqu’ils bougent. 
L’œdème peut durer pendant 1 à 3 jours, et peut être accompagné d’urticaire (éruption cutanée) localisé et de prurit (démangeaisons). 
Un ver adulte peut migrer vers le tissu conjonctif des yeux, c'est pourquoi le loa Loa s'appelle également « le ver africain de l’œil. » Le passage au-dessus du globe oculaire peut être perceptible, mais il prend habituellement moins de 15 minutes. 
Les cadavres de vers morts peuvent provoquer des abcès chroniques, pouvant engendrer des granulomes et fibroses.

## Diagnostic de laboratoire
L'identification des microfilaires par l'examen au microscope est le procédé diagnostique le plus pratique. L'examen des échantillons de sang permettra l'identification des microfilaires du loa de Loa. Il est important de synchroniser le prélèvement de sang avec la périodicité connue des microfilaires. L'échantillon de sang peut être une goutte épaisse, colorée par le Giemsa ou l’hématoxyline et l’éosine (voir coloration). Pour accroître la sensibilité, des techniques de concentration peuvent être utilisées. Celles-ci comprennent la centrifugation de l'échantillon de sang hémolysé dans le formol à 2 % (la technique de Knott), ou la filtration par une membrane nucléopore.
La détection de l’antigène en utilisant un test immunologique pour doser les antigènes filariens circulants constitue une approche diagnostique utile, parce que le taux de microfilaires circulants peut être bas et variable. L'identification des vers adultes est possible sur des échantillons de tissu prélevés sur le trajet sous-cutané ou oculaire des vers par biopsie. La détection des anticorps a une valeur limitée. Il existe des réactions antigéniques croisées entre les filaires et d’autres helminthes, et un test sérologique positif ne fait pas la distinction entre l'infection passée ou en cours.

## Source
- (en) Loa Loa. Center for Disease Control and Prevention (CDC). US Government public domain text and images.